# Ganso (football)
Paulo Henrique Chagas de Lima, plus communément connu sous le nom de Paulo Henrique ou Ganso, né le 12 octobre 1989 à Ananindeua au Brésil, est un footballeur international brésilien évoluant au poste de milieu offensif au sein du Fluminense FC.

## Carrière

### Carrière en club

#### Santos FC (2006-2012)
Ganso commence le football dans le club de Tuna Luso en 2005, après avoir été formé par le Paysandu, à Belém puis se fait recruter pour rentrer au centre de formation de Santos FC en 2006 où il joue en équipe jeune jusqu'en 2008. En 2007, une très sérieuse blessure met un frein à sa progression en mai 2007 qui l'éloigne des terrains pour 7 mois à cause des ligaments du genou distendus.
Il découvre l'équipe professionnelle en participant à son premier match en Série A contre CR Flamengo (1-3) le 11 mai 2008 à l'âge de 19 ans, lors de ce match il est titulaire mais se fait remplacer dès la mi-temps.
Sa deuxième saison est plus prolifique pour Ganso qui inscrit 8 buts en 31 matchs de championnat. Il marque ses premiers buts lors du match de championnat contre SC Corinthians le 31 mai 2009 (3-1) où il inscrit un doublé.
Fin août 2010, Ganso est gravement blessé au genou, ce qui le rend indisponible pour une durée de sept mois. Il revient à la compétition en mars 2011 face à Botafogo, rencontre durant laquelle il marque le but de la victoire après être rentré à la mi-temps.
Le 22 juin 2011, il remporte le match retour de la finale de la Copa Libertadores contre Peñarol (2-1) et enrichit son palmarès du plus important trophée de clubs d'Amérique du Sud. Il est alors convoité par le Paris Saint-Germain, où Leonardo veut l'enrôler en porte-étendard après la reprise du club par QSI (Pastore sera finalement recruté par le club de la capitale).

#### São Paulo FC (2012-2016)
Le 21 septembre 2012, il est transféré à São Paulo FC contre 8M€ pour seulement 32 % des droits du joueur, le reste étant la propriété de la société DIS.

#### Séville FC (2016-2019)
Le 16 juillet 2016, il est transféré au Séville FC. Le 6 décembre 2017, en Ligue des champions, il marque un but déterminant sur la pelouse de Maribor (1-1), et permet à son équipe de rejoindre les huitièmes de finale.

#### Prêt à Amiens (2018)
Le 31 août 2018, il s'engage à l'Amiens SC sous la forme d'un prêt avec option d'achat. Lors de sa présentation le 7 septembre, il indique être venu pour "évoluer dans un championnat fort, dans la sérénité".
Pour sa première apparition en Ligue 1 le 15 septembre 2018, il entre à vingt minutes du terme de la partie contre Lille, au stade de la Licorne. Peu après, il délivre une passe décisive à Rafał Kurzawa (défaite 2-3). Le 6 octobre sur coup franc, il transmet un ballon à Saman Ghoddos pour l'ouverture du score contre Dijon (victoire 1-0).
Il joue peu et il décline sa convocation pour le déplacement à Guingamp (victoire 1-2), et désirerait revenir au FC Séville afin de se faire prêter au Brésil,. Le 12 décembre 2018, le joueur décide de quitter le club amiénois.

#### Fluminense (depuis 2019)
Le 31 janvier 2019, après s'être libéré de son contrat à Séville, il rejoint Fluminense pour une durée de cinq ans.

### Équipe nationale
En 2009, Ganso participe à la Coupe du monde des moins de 20 ans en Égypte, il y dispute sept matchs et inscrit un but contre l'Australie. Son équipe échoue en finale aux tirs au but contre le Ghana où il est titulaire avant de céder sa place à la 64e minute.
En mai 2010, Dunga le place dans les sept réservistes pour la Coupe du monde en Afrique du Sud alors qu'il n'a participé à aucun match avec les Auriverde.
Il est sélectionné pour la première fois en équipe nationale le 10 août 2010 face aux États-Unis, match durant lequel il réalise une belle performance, manquant de peu d'inscrire son premier but en seleçao, après une frappe puissante sur le poteau. En 2011, il participe à la Copa America qui se déroule en Argentine. Il dispute tous les matchs du Brésil et délivre trois passes décisives durant la compétition, qui restera un échec pour cette génération brésilienne (élimination en quarts contre le Paraguay).

## Statistiques
| Saison                | Club                  | Championnat           | Championnat | Championnat | Championnat | Coupe(s) nationale(s) | Coupe(s) nationale(s) | Coupe(s) nationale(s) | Compétition(s) continentale(s) | Compétition(s) continentale(s) | Compétition(s) continentale(s) | Compétition(s) continentale(s) | Ligue régionale | Ligue régionale | Ligue régionale | Autres compétitions | Autres compétitions | Autres compétitions | Total | Total | Total |
| Saison                | Club                  | Division              | M.          | B.          | P.d.        | M.                    | B.                    | P.d.                  | Comp.                          | M.                             | B.                             | P.d.                           | M.              | B.              | P.d.            | M.                  | B.                  | P.d.                | M.    | B.    | P.d.  |
| 2008                  | Santos FC             | Serie A               | 3           | 0           | 0           | -                     | -                     | -                     | -                              | -                              | -                              | -                              | -               | -               | -               | -                   | -                   | -                   | 3     | 0     | 0     |
| 2009                  | Santos FC             | Serie A               | 31          | 8           | 6           | 4                     | 0                     | 0                     | -                              | -                              | -                              | -                              | 8               | 1               | 0               | -                   | -                   | -                   | 43    | 9     | 6     |
| 2010                  | Santos FC             | Serie A               | 11          | 0           | 2           | 10                    | 2                     | 3                     | CL                             | 2                              | 0                              | 0                              | 20              | 11              | 8               | -                   | -                   | -                   | 43    | 13    | 13    |
| 2011                  | Santos FC             | Serie A               | 13          | 2           | 1           | -                     | -                     | -                     | CL                             | 7                              | 1                              | 1                              | 9               | 2               | 3               | 2                   | 0                   | 1                   | 31    | 5     | 6     |
| 2012                  | Santos FC             | Serie A               | 5           | 1           | 1           | -                     | -                     | -                     | CL+RS                          | 12+1                           | 3                              | 2                              | 16              | 4               | 9               | -                   | -                   | -                   | 34    | 8     | 12    |
| Sous-total            | Sous-total            | Sous-total            | 63          | 11          | 10          | 14                    | 2                     | 3                     | -                              | 22                             | 4                              | 3                              | 53              | 18              | 20              | 2                   | 0                   | 1                   | 154   | 35    | 37    |
| 2012                  | São Paulo FC          | Serie A               | 3           | 0           | 2           | -                     | -                     | -                     | CL                             | 2                              | 0                              | 0                              | -               | -               | -               | -                   | -                   | -                   | 5     | 0     | 2     |
| 2013                  | São Paulo FC          | Serie A               | 31          | 1           | 5           | -                     | -                     | -                     | CL+CS+RS                       | 15                             | 1                              | 4                              | 16              | 2               | 2               | 1                   | 1                   | 0                   | 63    | 5     | 11    |
| 2014                  | São Paulo FC          | Serie A               | 34          | 5           | 7           | 6                     | 0                     | 2                     | CL                             | 6                              | 3                              | 1                              | 15              | 1               | 4               | -                   | -                   | -                   | 61    | 9     | 14    |
| 2015                  | São Paulo FC          | Serie A               | 31          | 2           | 10          | 6                     | 0                     | 0                     | CL                             | 8                              | 0                              | 0                              | 8               | 1               | 0               | -                   | -                   | -                   | 53    | 3     | 10    |
| 2016                  | São Paulo FC          | Serie A               | 7           | 1           | 2           | -                     | -                     | -                     | CL                             | 11                             | 2                              | 5                              | 14              | 4               | 1               | -                   | -                   | -                   | 32    | 7     | 8     |
| Sous-total            | Sous-total            | Sous-total            | 106         | 9           | 26          | 12                    | 0                     | 2                     | -                              | 42                             | 6                              | 10                             | 53              | 8               | 7               | 1                   | 1                   | 0                   | 214   | 24    | 45    |
| 2016-2017             | Séville FC            | Liga                  | 10          | 2           | 1           | 3                     | 1                     | 2                     | C1                             | 1                              | 0                              | 0                              | -               | -               | -               | 2                   | 0                   | 0                   | 16    | 3     | 3     |
| 2017-2018             | Séville FC            | Liga                  | 8           | 2           | 0           | 2                     | 1                     | 3                     | C1                             | 1                              | 1                              | 0                              | -               | -               | -               | -                   | -                   | -                   | 11    | 4     | 3     |
| 2018-2019             | Séville FC            | Liga                  | -           | -           | -           | -                     | -                     | -                     | C3                             | 1                              | 0                              | 0                              | -               | -               | -               | -                   | -                   | -                   | 1     | 0     | 0     |
| Sous-total            | Sous-total            | Sous-total            | 18          | 4           | 1           | 5                     | 2                     | 5                     | -                              | 3                              | 1                              | 0                              | -               | -               | -               | 2                   | 0                   | 0                   | 28    | 7     | 6     |
| 2018-2019             | Amiens SC (prêt)      | Ligue 1               | 12          | 0           | 2           | 1                     | 0                     | 1                     | -                              | -                              | -                              | -                              | -               | -               | -               | -                   | -                   | -                   | 13    | 0     | 3     |
| Sous-total            | Sous-total            | Sous-total            | 12          | 0           | 2           | 1                     | 0                     | 1                     | -                              | -                              | -                              | -                              | -               | -               | -               | -                   | -                   | -                   | 13    | 0     | 3     |
| 2019                  | Fluminense FC         | Serie A               | 28          | 2           | 0           | 6                     | 2                     | 0                     | CS                             | 6                              | 0                              | 0                              | 7               | 1               | 1               | -                   | -                   | -                   | 47    | 5     | 1     |
| 2020                  | Fluminense FC         | Serie A               | 18          | 1           | 2           | 6                     | 0                     | 0                     | CS                             | 1                              | 0                              | 0                              | 7               | 0               | 0               | -                   | -                   | -                   | 32    | 1     | 2     |
| 2021                  | Fluminense FC         | Serie A               | 10          | 0           | 0           | 3                     | 0                     | 0                     | CL                             | 2                              | 0                              | 0                              | 8               | 3               | 2               | -                   | -                   | -                   | 23    | 3     | 2     |
| 2022                  | Fluminense FC         | Serie A               | 33          | 5           | 5           | 7                     | 3                     | 1                     | CL+CS                          | 3+5                            | 0+1                            | 0+0                            | 9               | 0               | 3               | -                   | -                   | -                   | 57    | 9     | 9     |
| 2023                  | Fluminense FC         | Serie A               | 27          | 3           | 7           | 3                     | 0                     | 0                     | CL                             | 12                             | 0                              | 1                              | 12              | 1               | 2               | 2                   | 0                   | 0                   | 56    | 4     | 10    |
| 2024                  | Fluminense FC         | Serie A               | -           | -           | -           | -                     | -                     | -                     | CL                             | -                              | -                              | -                              | 4               | 0               | 0               | -                   | -                   | -                   | 4     | 0     | 0     |
| Sous-total            | Sous-total            | Sous-total            | 116         | 11          | 14          | 25                    | 5                     | 1                     | -                              | 29                             | 1                              | 1                              | 49              | 5               | 8               | 2                   | 0                   | 0                   | 221   | 22    | 24    |
| Total sur la carrière | Total sur la carrière | Total sur la carrière | 315         | 35          | 53          | 57                    | 9                     | 12                    | -                              | 96                             | 12                             | 14                             | 153             | 31              | 35              | 7                   | 1                   | 1                   | 628   | 88    | 115   |

## Palmarès

### En équipe

#### En club
|  |  | Santos FC - Championnat de São Paulo - Vainqueur : 2010 et 2011. - Coupe du Brésil - Vainqueur : 2010. - Copa Libertadores - Vainqueur : 2011. - Recopa Sudamericana - Vainqueur : 2012. - Coupe du monde des clubs - Finaliste : 2011. |  | Sao Paulo FC - Copa Sudamericana - Vainqueur : 2012 - Recopa Sudamericana - Finaliste : 2013. |  | Séville FC - Supercoupe d'Espagne - Finaliste : 2016 - Coupe du Roi - Finaliste : 2018 |  | Fluminense FC - Championnat de Rio de Janeiro - Vainqueur : 2022 et 2023 - Copa Libertadores - Vainqueur : 2023 - Coupe du mondes des clubs - Finaliste : - 2023 - Recopa Sudamericana: *Vainqueur: 2023 |
|  |  | |  |                                                                                               |  |                                                                                        |  | |

#### En équipe nationale
- Brésil des moins de 20 ans
  - Coupe du monde des moins de 20 ans
    - Finaliste : 2009.

  - Médaille d'argent aux Jeux olympiques d'été de 2012

### Distinctions individuelles
- 2010 : Meilleur joueur du Championnat de São Paulo.
- 2010 : Meilleur joueur de la Coupe de Brésil[11].
- 2011 : Co-meilleur passeur de la Copa América avec Lionel Messi (3 passes décisives chacun).
- 2016 : Meilleur passeur de la Copa Libertadores.